# 上吻弱棘鯻
上吻弱棘鯻（學名：Hephaestus epirrhinos）為鱸形目鱸亞目鯻科的其中一種，分布於西澳大利亞金伯利Drysdale河及Palmoondoera溪流域，被IUCN列為近危保育類動物，體長可達42公分，棲息在岩石底質且水流緩慢的溪流或水塘，屬肉食性，以昆蟲、甲殼類及小魚為食，繁殖期時，成魚會保護卵並搧動魚鰭提供足夠的氧，可做為觀賞魚。

## 擴展閱讀
維基物種上的相關：上吻弱棘鯻